# Taharahaus (Erlangen)

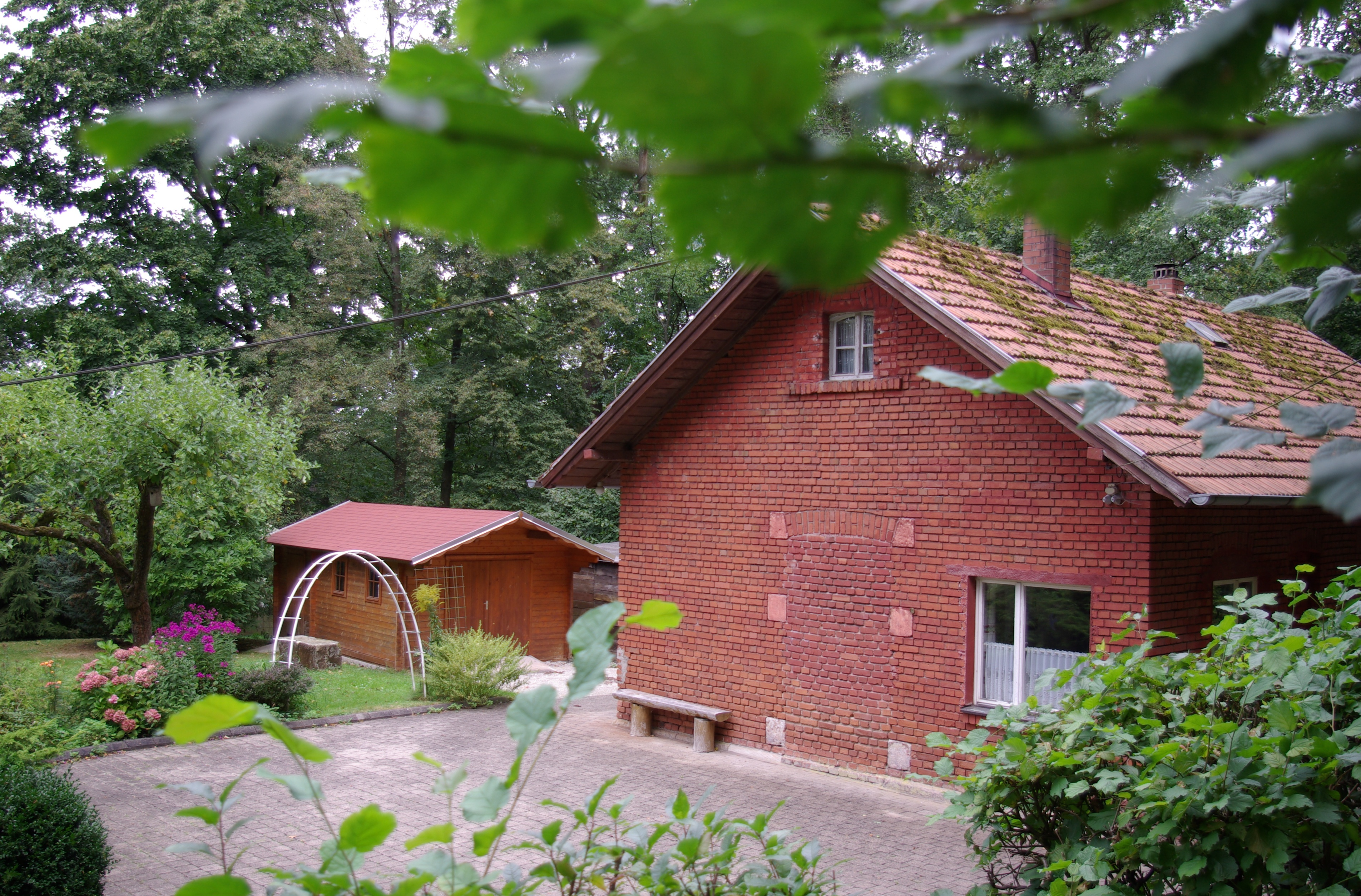
Taharahaus auf dem jüdischen Friedhof in Erlangen

Das Taharahaus auf dem Jüdischen Friedhof in Erlangen wurde 1891 errichtet. Das Bayerische Landesamt für Denkmalpflege verzeichnet das Taharahaus unter der Denkmalnummer D-5-62-000-566.
Das Gebäude beherbergte zusätzlich eine Friedhofswärterwohnung. Es ist ein eingeschossiger Backsteinbau mit einem Satteldach und wird heute als Wohnhaus genutzt. 